# Mombacher Carneval Verein
Der Mombacher Carneval Verein 1886 e. V. „Die Bohnebeitel“ oder kurz nur MCV Die Bohnebeitel, gehört zu den zehn ältesten Fastnachtsvereinen der Mainzer Fastnacht. Der Verein stammt aus dem heutigen Mainzer Stadtteil Mombach.
Überregionale Bekanntheit erlangten die Bohnebeitel durch die seit 1997 im SWR Fernsehen ausgestrahlte Fastnachtssitzung.

## Veranstaltungen

### Saalfastnacht
Die Bohnebeitel feiern ihre Saalfastnacht nach Neujahr bis einschließlich Sonntag vor Rosenmontag an den Wochenenden. Alle Sitzungen sind meist schnell ausverkauft, da die Sitzung spätestens seit der Live-on-tape-Übertragung im SWR Fernsehen seit 1998 überregional bekannt geworden ist. Die Übertragung im Fernsehen findet immer am Dienstag vor Weiberfastnacht, ab 20:15 Uhr, statt. Im Gegensatz zur Fernsehsitzung Mainz bleibt Mainz, wie es singt und lacht gibt es hierbei keine Vorgaben vom Sender. 2016 sahen etwa zwei Millionen Zuschauer die Übertragung der Sitzung im SWR Fernsehen an, ein Rekord für das SWR-Sendezentrum in Mainz. Narrhalla ist der große Saal der Turnhalle des Mombacher Turnverein 1861.

### Straßenfastnacht
Die Ortsverwaltung wird am zweiten Samstag im Jahr um 11:11 Uhr unter Beteiligung der Bohnebeitel gestürmt. Des Weiteren fahren die Bohnebeitel traditionell am Mainzer Rosenmontagszug mit. Einen Tag später, am Fastnachtsdienstag, findet dann im heimischen Stadtteil Mombach der „Schissmelle-Dienstagszug“ statt, benannt nach der in Mombach verbreiteten Gartenmelde.

## Aktive

### Aktuell
- Hildegard Bachmann

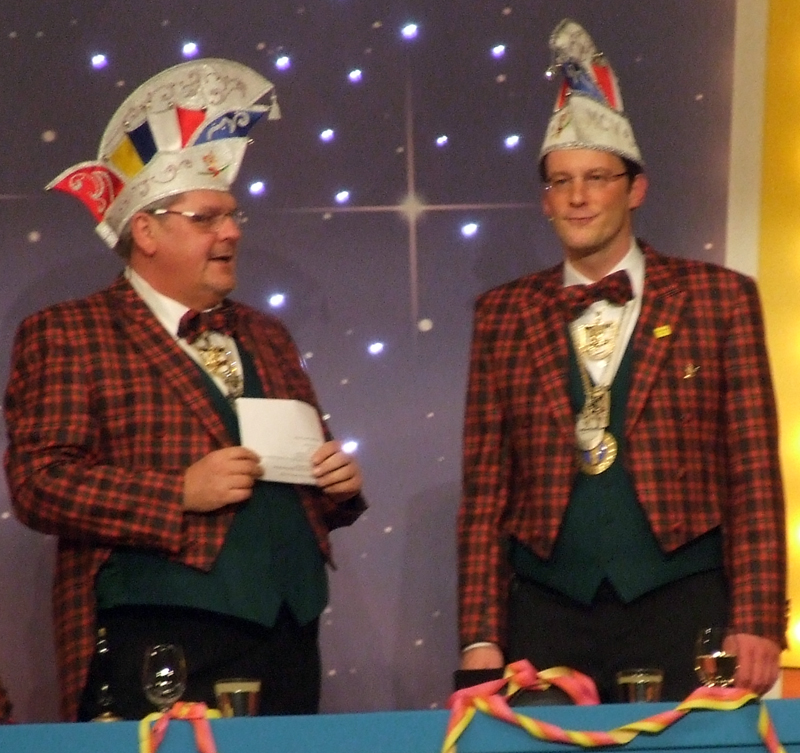
Sitzungspräsident Heinz Meller und Michael Ebling (2009)

- Michael Ebling von 2007 bis 2011 sowie seit 2015 „Protokoller“
- Die Maledos
- Heinz Meller, 1. Vorsitzender und Sitzungspräsident
- Helmut Schlösser[3]
- Uwe Ferger
- Dieter Scheffler
- Frank Golischewski
- Johannes Pschierer[4]
- Harry Borgner
- Fun & Dance, Showtanzgruppe vom TV Mainz-Hechtsheim

### Ehemalige
- Heinz Schier (1927–2018)

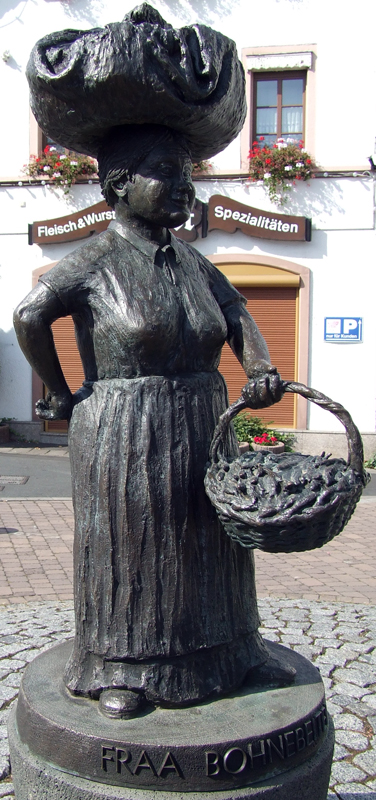
Denkmal für Fraa Bohnebeitel, vor der Mombacher Ortsverwaltung

- Franz Josef Schneider (1893–1962) als „Geigerfränzje“
- Heinz Koch (1929–2005)
- Rudi Zörns (1922–2009)
- Ramon Chormann als „De Pälzer“
- Ulrike Neradt
- Horst Reinhart
- Norbert Roth
- Ercan Demirel, singender Deutsch-Türke[5]
- Peter Beck als „Begge Peder“[6]
- Nick Benjamin (1946–2018)
- Thomas Klumb, Diplomtheologe, Ordinariatsrat, Kabarettist
- Horst Radelli

## Vorstand

### Geschäftsführender Vorstand
- Heinz Meller, 1. Vorsitzender
- Dieter Scheffler, stellvertr. Vorsitzender – Aktiven Sprecher; Ansprechpartner für Aktive; Moderator Mitgliederversammlung
- Christian Kanka

### Präsidium
- Helmut Koch –  Finanzen und Orden

- Maria Metzger – Büro und Geschäftsstelle

- Andreas Lippek – Sitzung und Regie

- Ulli Bohland – Karten und Garden

- Thorsten Albert (Zugmarschall) – Umzüge

- Bernd Dörr – Logistik, Technik und Organisation

- Udo Rodenmayer – Komitee und Empfang

- Christian Kanka – Presse, Öffentlichkeit und Medien

## Saison-Motto
Neben dem allgemeingültigen jährlichen Mainzer Fastnachtsmotto, geben sich die Bohnebeitel selbst jedes Jahr ein eigenes Motto für die Sitzungen:
1997: 111 Jahre Mombacher Carneval-Verein
1998:
1999: Mumbach Mumbach Mumbach Tätärää
2000: Der Narrenhimmel hat gewiss – nie eine Sonnenfinsternis!
2001: Alles nur Theater …
2002: Ein Käfig voller Narren …
2003: Jokus Pokus
2004: Mombach hat die Super Narren
2005: Narrena Momguntia
2006: Mumbach, Mumbach Tätärä!
2007: 11×11 (1886–2007)
2008: Narrieté
2009: Narrhallamarsch
2010: Was en Zirkus
2011: Glockenklang und Narrenschar – Helauluja im Jubeljahr
2012: Narrenrendevous
2013: Mumbach Narrathon
2014: Stiftung Narrentest
2015: Mumbach, Mumbach Tätärä!
2016: Mumbach, Mumbach Tätärä! 130 Jahre Bohnebeitel
2017, 2020: Mumbach, Mumbach Tätäräää
2024: 25. Fernsehfastnacht 2024 SWR
2025: Lach Dich krank und Du bleibst gesund

## Geschichte
„S. Mombach. Bei der am Sonntage stattgehabten Komitewahl des Mombacher Carnevalvereins wurden folgende Herren gewählt: Peter Schüler, Chr. Gottron, P. Schneider, F. Lautzi, A. Victor, A. Müth, M. Hück, G. Kirschner, H. Freber, J. Engler und R. Heim. Der Verein zählt über 170 Mitglieder.“